# انفجار صاروخ تيتان في داماسكيوس 1980
انفجار صاروخ تيتان في داماسكيوس (يُطلق عليه أيضًا اسم حادث داماسكيوس) في عام 1980 هو حادث سهم مكسور لصاروخ باليستي عابر للقارات من نوع تيتان 2 في الولايات المتحدة. وقع الحادث في 18 و19 سبتمبر 1980، في مجمع الصواريخ 374-7 في ولاية أركنساس الريفية عندما انفجر وقود سائل داخل صاروخ باليستي عابر للقارات من نوع تيتان 2 محمل برأس حربي نووي من نوع دبليو 53 بقوة 9 ميغا طن في مستودع تابع لسلاح الجو الأمريكي. يقع مجمع الإطلاق 374-7 في أراضي مقاطعة فان بورين الزراعية على بعد 3.3 ميل (5.3 كم) من شمال الشمال الشرقي لداماسكيوس، ونحو 50 ميل (80 كم) شمال ليتل روك. (الإحداثيات: 35 درجة 24 دقيقة 50 ثانية شمالًا 092 درجة 23 دقيقة 50 ثانية غربًا.)
بدأ الحادث بتسرب الوقود في الساعة السادسة والنصف مساء يوم 18 سبتمبر، وانتهى بالانفجار نحو الساعة الثالثة صباحًا يوم 19 سبتمبر.
كانت منشأة قيادة القوات الجوية الاستراتيجية التابعة لقاعدة ليتل روك الجوية واحدة من ثمانية عشر مستودع تحت قيادة جناح الصواريخ الاستراتيجية رقم 308، وتحديدًا واحدة من المستودعات التسعة ضمن سرب الصواريخ الاستراتيجية رقم 374، وقت الانفجار.

## الحادث

### فترة ما قبل الحادث
نحو الساعة السادسة والنصف من مساء يوم الخميس 18 سبتمبر 1980، تفحص اثنان من طياري فريق نظام نقل الوقود الدفعي الضغط على خزان مؤكسد لصاروخ تابع للقوات الجوية الأمريكية من نوع تيتان 2 في مجمع إطلاق ليتل روك 374-7. نظرًا إلى ضيق الوقت عند دخول المستودع، أُخذ مفتاح سقاطة بطول 3 أقدام (0.9 متر) ووزن 25 رطل (3.6 كغم) بدلاً من مفتاح عزم التدوير المنوط بالمهمة. سقط مفتاح الخزان المؤكسد ذو الـ8 أرطال (3.6 كغم) من السقاطة على مسافة 24 مترًا (80 قدمًا) تقريبًا قبل ارتداده من منصة الدفع وثقب قشرة الصاروخ حول خزان وقود المرحلة الأولى، ما تسبب في تسريب سحابة من وقود آيروزاين 50.
يُعد آيروزاين 50 وقودًا تلقائي الاشتعال مع مؤكسد صاروخ تيتان 2، رباعي أكسيد ثنائي النتروجين، أي أنه يشتعل تلقائيًا بمجرد اتصالهما مع بعضهما. يُحتفظ برباعي أكسيد ثنائي النتروجين في خزان آخر في مرحلة الصاروخ الأولى، فوق خزان الوقود مباشرة، وأسفل المرحلة الثانية ورأسه الحربي النووي من نوع دبليو 53  ذو قدرة 9 ميغا طن.
في نهاية الأمر، أخلى طاقم مكافحة القذائف وفريق نظام نقل الوقود الدفعي مركز التحكم بعملية الإطلاق، في حين وصلت فِرَق الاستجابة العسكرية والمدنية لمعالجة الحالة الخطرة. كان هناك تخوف إزاء احتمال انهيار خزان الوقود الذي أصبح فارغًا في المرحلة الأولى، ما قد يتسبب في سقوط بقية الصاروخ المكون من 8 طوابق وتفككه، فيسمح باتصال المؤكسد بالوقود الموجود في المستودع.

### الانفجار
في وقت مبكر من صباح يوم الجمعة، 19 سبتمبر، دخل رجلان من فريق تحقيقات نظام نقل الوقود الدفعي إلى المستودع، الطيار ديفيد لي ليفينغستون والرقيب جيف ك. كينيدي. وبسبب إشارة أجهزة كشف البخار إلى وجود جو متفجر، أُمر الاثنان بإخلاء المكان. ثم أُمر الفريق بإعادة دخول المستودع لتشغيل مروحة العادم. دخل كبير الطيارين ديفيد ليفينغستون مرة أخرى إلى المستودع لتنفيذ الأمر وبعد ذلك بقليل، نحو الساعة الثالثة صباحًا، انفجر الوقود ذاتي الاشتعال، بسبب حدوث شرارة في مروحة العادم على الأرجح. تسبب الانفجار الأولي في قذف باب المستودع البالغ وزنه 740 طنًا وإطلاق المرحلة الثانية والرأس الحربي. وبمجرد ابتعاده عن المستودع، انفجرت المرحلة الثانية. هبط الرأس النووي الحربي دبليو 53 على بعد نحو 100 قدم (30 مترًا) من بوابة مدخل مجمع الإطلاق، وحالت ميزات السلامة الخاصة به دون أي فقدان للمواد المشعة أو تفجير نووي.